# Matthias Matting

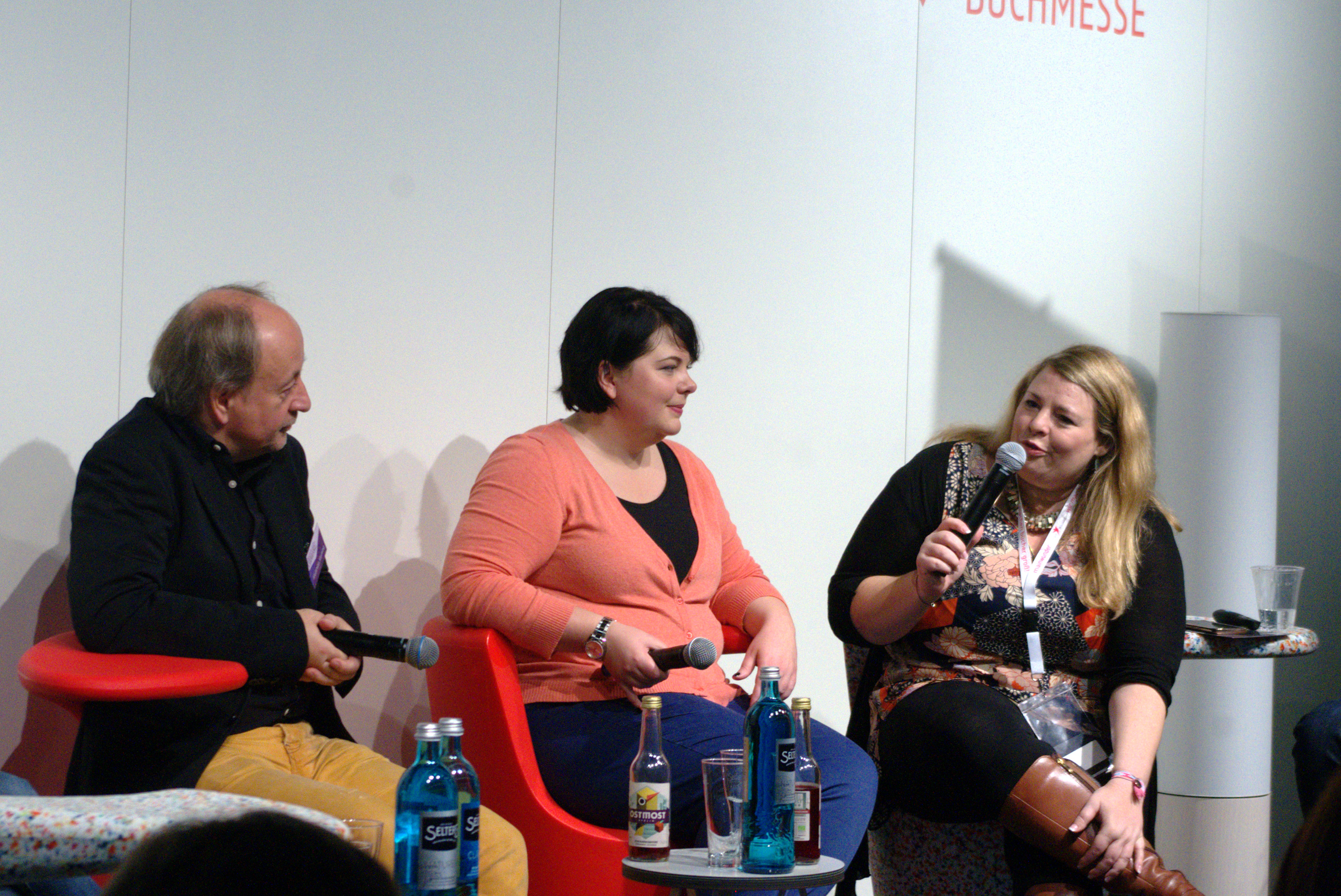
Matthias Matting und Poppy J. Anderson im Interview auf der Frankfurter Buchmesse 2017

Matthias Matting (Pseudonym Brandon Q. Morris, * 28. August 1966 in Luckenwalde, Kreis Luckenwalde, Bezirk Potsdam) ist ein deutscher Physiker, Journalist und Buchautor.

## Leben
Nach dem Abschluss des Physikstudiums an der TU Dresden wurde Matting Redakteur bei einem Fachverlag für Computer-Zeitschriften in München. In den folgenden Jahren arbeitete er u. a. als Redakteur für Computer Bild, Wirtschaftswoche, Focus und den Heise-Verlag. Daneben brachte er regelmäßig Fachbücher über verschiedene technische Themen sowie mehrere belletristische Romane heraus. Matting betreibt Webportale für Self-Publisher und bietet Seminare für Autoren an. Von Februar 2015 bis Dezember 2017 war er Vorsitzender des Vorstands des Deutschen Selfpublisher-Verbandes, den er mitbegründet hat. Unter dem Pseudonym Brandon Q. Morris ist er seit 2017 auch als Science-Fiction-Autor tätig.

## Auszeichnungen
- Matthias Matting war 2011 in der Kategorie Sachbuch für Reise nach Fukushima einer der ersten Gewinner des mit insgesamt 20.000 Euro dotierten derneuebuchpreis.de (dnbp), der vom Tagesspiegel, epubli und Zeit online getragen wird.[3][4]
- Skoutz-Award 2019 in der Kategorie Science Fiction gemeinsam mit Cliff Allister für den Roman Helium-3.[5]
- Phantastik-Literaturpreis Seraph 2020 – Nominierung Longlist „Bester Independent-Titel“ für den Roman Das Triton-Desaster.[6]

## Artikel
- Matthias Matting: Neuer Trend Self-Publishing - Bestseller ohne Verleger. In: Focus. 14. Oktober 2011.
- Matthias Matting: Self Publishing: Verlegen in der Parallelwelt. In: Zeit online. 5. Mai 2014.
- Das Sonntagsgespräch: Matthias Matting: Für Selfpublisher ist ein gesunder Markt ohne Monopole genauso wichtig wie für die Verlage. Interview von U. Faure mit Matthias Matting. In: Buchmarkt. 24. Januar 2016.
- Matthias Matting: KERNUMWANDLUNG:Die „kalte Fusion“ ist nur ein Zaubertrick. Golem 14. Oktober 2014.

## Bücher (Auswahl)
- Der eigene Internetserver. Franzis Verlag, Poing 2003, ISBN 3-7723-6084-X.
- Reise nach Fukushima. epubli, 2011, ISBN 978-3-8442-0688-3.
- Das Self-Publisher-Jahrbuch 2014. Monsenstein und Vannerdat, Edition Octopus, Münster 2014, ISBN 978-3-95645-476-9.
- Apple Watch Buch. riva, 2015, ISBN 978-3-86883-765-0.
- Kosmos und Universum – in 60 Sekunden erklärt. riva, München 2016, ISBN 978-3-86883-829-9.

Als Brandon Q Morris
- Eismond-Reihe
  - Enceladus. Belle Époque (Self-Publishing), Dettenhausen 2017, ISBN 978-3-945796-92-4.
  - Titan. Belle Époque (Self-Publishing), Dettenhausen 2018, ISBN 978-3-945796-93-1.
  - Io. Belle Époque (Self-Publishing), Dettenhausen 2018, ISBN 978-3-945796-94-8.
  - Enceladus – die Rückkehr. Belle Époque (Self-Publishing), Dettenhausen 2018, ISBN 978-3-945796-95-5.
  - Jupiter. Belle Époque (Self-Publishing), Dettenhausen 2018, ISBN 978-3-945796-99-3.
- Solar System:
  - The Hole. Belle Époque (Self-Publishing), Dettenhausen 2018, ISBN 978-3-96357-000-1.
  - Silent Sun. Belle Époque (Self-Publishing), Dettenhausen 2019, ISBN 978-3-96357-002-5.
  - Der Riss. Belle Époque (Self-Publishing), Dettenhausen 2018, ISBN 978-3-96357-001-8.
  - Clouds of Venus (mit Ashton McLee). Belle Époque (Self-Publishing), Dettenhausen 2019, ISBN 978-3-96357-003-2.
  - Das Triton-Desaster. Belle Époque (Self-Publishing), Dettenhausen 2019, ISBN 978-3-96357-004-9.
  - Die dunkle Quelle. Belle Époque (Self-Publishing), Dettenhausen 2020, ISBN 978-3-947283-95-8.
  - Die Störung. Fischer Tor, Frankfurt am Main 2021, ISBN 978-3-596-70047-9.
  - Die Bake. Belle Époque (Self-Publishing), Dettenhausen 2021, ISBN 978-3-96357-215-9.
  - Möbius. Belle Époque (Self-Publishing), Dettenhausen 2021, ISBN 978-3-96357-290-6.
- Proxima-Reihe:
  - Proxima Rising. Belle Époque (Self-Publishing), Dettenhausen 2018, ISBN 978-3-96357-015-5.
  - Proxima Dying. Belle Époque (Self-Publishing), Dettenhausen 2019, ISBN 978-3-96357-016-2.
  - Proxima Dreaming. Belle Époque (Self-Publishing), Dettenhausen 2019, ISBN 978-3-96357-017-9.
- Proxima Logbücher: 
  - Proxima-Logbuch 1: Marchenkos Kinder. Belle Époque (Self-Publishing), Dettenhausen 2020, ISBN 978-3-947283-93-4.
  - Proxima-Logbuch 2: In die Dunkelheit. Belle Époque (Self-Publishing), Dettenhausen 2020, ISBN 978-3-947283-99-6.
  - Proxima-Logbuch 3: In das Licht. Belle Époque (Self-Publishing), Dettenhausen 2020, ISBN 978-3-96357-213-5.
  - Proxima-Logbuch 4: Runaway. Belle Époque (Self-Publishing), Dettenhausen 2020, ISBN 978-3-96357-214-2.
  - Proxima-Logbuch 5: Evolution. Belle Époque (Self-Publishing), Dettenhausen 2021, ISBN 978-3-96357-217-3.
  - Proxima-Logbuch 6: Olom. Belle Époque (Self-Publishing), Dettenhausen 2021, ISBN 978-3-96357-202-9.
  - Proxima-Logbuch 7: Erdkurs. Belle Époque (Self-Publishing), Dettenhausen 2021, ISBN 978-3-96357-203-6.
- Untergang-Trilogie: 
  - Der Untergang des Universums. Belle Époque (Self-Publishing), Dettenhausen 2019, ISBN 978-3-96357-120-6.
  - Der Untergang des Universums 2 – Geisterreich. Belle Époque (Self-Publishing), Dettenhausen 2019, ISBN 978-3-96357-121-3.
  - Der Untergang des Universums 3 – Wiedergeburt. Belle Époque (Self-Publishing), Dettenhausen 2019, ISBN 978-3-96357-122-0.
- Mars Nation: 
  - Mars Nation 1. Belle Époque (Self-Publishing), Dettenhausen 2019, ISBN 978-3-947283-67-5.
  - Mars Nation 2. Belle Époque (Self-Publishing), Dettenhausen 2019, ISBN 978-3-947283-69-9.
  - Mars Nation 3. Belle Époque (Self-Publishing), Dettenhausen 2019, ISBN 978-3-947283-71-2.
- Amphitrite: 
  - Amphitrite: Der schwarze Planet. Belle Époque (Self-Publishing), Dettenhausen 2021, ISBN 978-3-96357-178-7.
  - Amphitrite 2 Der schwarze Planet. Belle Époque (Self-Publishing), Dettenhausen 2021, ISBN 978-3-96357-179-4.
  - Amphitrite 3 Der schwarze Planet. Belle Époque (Self-Publishing), Dettenhausen 2021, ISBN 978-3-96357-180-0.
- Andromeda:
  - Andromeda: Die Begegnung. Belle Époque (Self-Publishing), Dettenhausen 2021, ISBN 978-3-96357-216-6.
- Tachyon: 
  - Tachyon: Die Waffe. Fischer|Tor, Frankfurt am Main 2023, ISBN 978-3-596-70735-5.
  - Tachyon: Das Schiff. Fischer|Tor, Frankfurt am Main 2023, ISBN 978-3-596-70734-8.
  - Tachyon: Der Planet. Fischer|Tor, Frankfurt am Main 2024, ISBN 978-3-596-70733-1.
- Helium-3 (mit Cliff Allister). Belle Époque (Self-Publishing), Dettenhausen 2019, ISBN 978-3-96357-069-8.
- Einschlag: Titan. Belle Époque (Self-Publishing), Dettenhausen 2019, ISBN 978-3-947283-65-1.
- The Wall: Ewiger Tag. Belle Époque (Self-Publishing), Dettenhausen 2019, ISBN 978-3-947283-52-1.
- Lost Moon: Mondfinsternis. Belle Époque (Self-Publishing), Dettenhausen 2021, ISBN 978-3-96357-289-0.

## Hörbücher
- Eismond-Reihe: 
  - Enceladus (als Brandon Q. Morris), Audible Studios, 2018
  - Titan  (als Brandon Q. Morris), Audible Studios, 2018
  - Io (als Brandon Q. Morris), Audible Studios, 2018
  - Enceladus – Die Rückkehr (als Brandon Q. Morris), Audible Studios, 2018
  - Jupiter (als Brandon Q. Morris), Audible Studios, 2019
- Solar System: 
  - The Hole (als Brandon Q. Morris), Audible Studios, 2018
  - Silent Sun (als Brandon Q. Morris), Audible Studios, 2019
  - Der Riss (als Brandon Q. Morris), Audible Studios, 2018
  - Clouds of Venus (als Brandon Q. Morris), Audible Studios, 2020
  - Das Triton Desaster (als Brandon Q. Morris), Audible Studios, 2019
  - Die dunkle Quelle (als Brandon Q. Morris), Audible Studios, 2020
  - Die Störung (als Brandon Q. Morris), Audible Studios, 2021
  - Die Bake (als Brandon Q. Morris), Audible Studios, 2021
- Proxima Reihe: 
  - Proxima Rising (als Brandon Q. Morris), Audible Studios, 2021.
  - Proxima Dying (als Brandon Q. Morris), Audible Studios, 2021.
  - Proxima Dreaming (als Brandon Q. Morris), Audible Studios, 2021.
- Mars Nation: 
  - Mars Nation 1 (als Brandon Q. Morris), Audible Studios, 2018.
  - Mars Nation 2 (als Brandon Q. Morris), Audible Studios, 2019.
  - Mars Nation 3 (als Brandon Q. Morris), Audible Studios, 2019.
- Amphitrite: 
  - Amphitrite – Der schwarze Planet (als Brandon Q. Morris), Audible Studios, 2021.
  - Amphitrite 2 – Der schwarze Planet (als Brandon Q. Morris), Audible Studios, 2021.
  - Amphitrite 3 – Der schwarze Planet (als Brandon Q. Morris), Audible Studios, 2021.
- Tachyon: 
  - Tachyon – Die Waffe (als Brandon Q. Morris), Argon Digital, 2023.
  - Tachyon – Das Schiff (als Brandon Q. Morris), Argon Digital, 2023.
- Proxima-Logbücher:
  - Proxima-Logbuch 1 – Marchenkos Kinder (als Brandon Q. Morris), Audible Studios, 2022
  - Proxima-Logbuch 2 – In die Dunkelheit (als Brandon Q. Morris), Audible Studios, 2022
  - Proxima-Logbuch 3 – In das Licht (als Brandon Q. Morris), Audible Studios, 2022
  - Proxima-Logbuch 4 – Runaway (als Brandon Q. Morris), Audible Studios, 2024
  - Proxima-Logbuch 5 – Evolution (als Brandon Q. Morris), Audible Studios, 2024